# Psectrosciara africana
Psectrosciara africana är en tvåvingeart som beskrevs av Cook 1965. Psectrosciara africana ingår i släktet Psectrosciara och familjen dyngmyggor. Inga underarter finns listade i Catalogue of Life.